# موکرا (استان اشوی‌داشکسیه)
موکرا (به لهستانی: Mokra) یک منطقهٔ مسکونی در لهستان است که در گمینا ستانپورکوو واقع شده‌است. موکرا ۵۵۰ نفر جمعیت دارد.